# Paola Vukojicic
Paola Vukojicic (Buenos Aires, 28 de agosto de 1974) es una exjugadora argentina de hockey sobre césped que se desempeñó como arquera en la Selección nacional argentina Las Leonas.
Obtuvo tres medallas olímpicas, una de plata y dos de bronce en los Juegos Olímpicos de Sídney 2000, Atenas 2004 y Pekín 2008. Fue campeona del mundo en 2002 y ganó la medalla de oro en los Juegos Panamericanos de 1999 y 2007. En 2001 y 2008 ganó el Champions Trophy.
En el año 2000, ganó el Premio Olimpia de Oro junto al resto de Las Leonas, como la mejor deportista argentina del año. Su club de origen es el San Isidro Club. 

## Biografía
Comenzó a jugar al hockey en el San Isidro Club. En 1997 fue convocada a la selección y al año siguiente disputó los Juegos Panamericanos de Winnipeg, obteniendo la medalla de oro.
En 2000, volvió a integrar la delegación olímpica, esta vez en los Juegos Olímpicos de Sídney, ganando la medalla de plata. Ese año recibió, junto a Las Leonas, el Premio Olimpia de Oro, como las mejores deportistas argentinas del año.
En 2001, ganó el Champions Trophy jugado en Holanda. En 2002 ganó el Campeonato Mundial de Hockey sobre Césped disputado en Perth, máximo logro del hockey argentino y la medalla de plata en el Champions Trophy de Macao, China.
En 2004, volvió a integrar la delegación en los Juegos Olímpicos de Atenas, obteniendo la medalla de bronce. Este mismo año, logró el tercer lugar en el Champions Trophy, jugado en Rosario.
En 2007, ganó la medalla de oro en los Juegos Panamericanos de Río de Janeiro y obtuvo el segundo puesto en el Champions Trophy realizado en Quilmes, Argentina.
En 2008, integró por tercera vez la delegación argentina en los Juegos Olímpicos de Pekín, obteniendo la medalla de bronce y el Champions Trophy disputado en Mönchengladbach, Alemania.